# San Pablo (distrito de Mariscal Ramón Castilla)
O Distrito peruano de San Pablo é um dos quatro distritos que formam a Província de Mariscal Ramón Castilla, situada no Departamento de Loreto, pertencente a Região Loreto, Peru.